# Джефри Карвър
Джефри Алан Карвър (на английски: Jeffrey Allan Carver) е американски писател на научна фантастика.

## Биография и творчество
Роден е на 25 август 1949 г. в Кливланд. През 1971 г. получава диплома за завършена английска филология от Брауновския университет в Провидънс. 3 г. по-късно получава степен от университета в щат Род Айлънд. После се занимава с различни неща, между които и воденето на курс по компютърна грамотност за начинаещи.
Неговото първо научнофантастично произведение – разказът „Of No Return“ излиза през 1974 г. Първият му роман, който е и първият от цикъла „Star Rigger“ – „Seas of Ernathe“ е издаден 2 г. по-късно. В този цикъл са включени още 4 негови романа. Други популярни романи на Джефри Карвър са тези от цикъла „The Chaos Chronicles“, който има обем от 3 романа.